# 小行星39890
小行星39890（39890 Bobstephens）是一颗绕太阳运转的小行星，为主小行星带小行星。该小行星于1998年3月23日发现。
該小行星以美國業餘天文學家羅伯特·D·史蒂芬斯命名。

## 轨道参数
小行星39890的轨道半长轴为2.5893564 UA，离心率为0.219。